# Phan Thành Nam

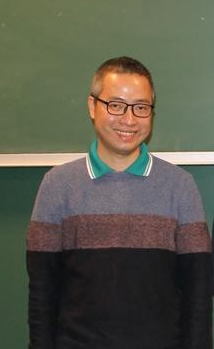
Phan Thành Nam, 2023

Phan Thành Nam (* 3. Juli 1985 in Tuy Hòa, Vietnam) ist ein vietnamesischer Mathematiker und mathematischer Physiker und Hochschullehrer an der Ludwig-Maximilians-Universität München.
Phan Thành Nam studierte ab 2003 Mathematik und Informatik an der Nationalen Universität Vietnams in Ho-Chi-Minh-Stadt mit dem Bachelor-Abschluss 2007, an der Universität Orléans mit dem Master-Abschluss 2008 und an der Universität Kopenhagen, an der er 2011 bei Jan Philip Solovej promoviert wurde. Als Post-Doktorand war er bis 2013 bei Mathieu Lewin an der Universität Cergy-Pontoise und dem CNRS und bis 2016 am Institute of Science and Technology Austria (IST) bei Robert Seiringer. 2016 wurde er Assistenzprofessor an der Masaryk-Universität und 2017 Professor an der Universität München.
Er befasst sich mit mathematischer Physik (Vielteilchen-Quantenmechanik, Spektraltheorie), Variationsrechnung und partiellen Differentialgleichungen sowie numerischer Analysis.
2018 erhielt er den IUPAP-Preis für junge Wissenschaftler in mathematischer Physik. Für 2020/21 erhielt er den EMS-Preis (Vortrag: Excitation spectrum of dilute trapped Bose gases). 2022 warb er einen Consolidator Grant des Europäischen Forschungsrats (ERC) ein.

## Schriften (Auswahl)
- New bounds on the maximum ionization of atoms. In: Communications in Mathematical Physics. Band 312, Nr. 2, 2012, S. 427–445, doi:10.1007/s00220-012-1479-y.
- mit Mathieu Lewin, Nicolas Rougerie: Derivation of Hartreeʼs theory for generic mean-field Bose systems. In: Advances in Mathematics. Band 254, 2014, S. 570–621, doi:10.1016/j.aim.2013.12.010.
- mit Mathieu Lewin, Sylvia Serfaty, Jan Philip Solovej: Bogoliubov spectrum of interacting Bose gases. In: Communications on Pure and Applied Mathematics. Band 68, Nr. 3, 2015, S. 413–471, doi:10.1002/cpa.21519.
- mit Mathieu Lewin, Benjamin Schlein: Fluctuations around Hartree states in the mean-field regime. In: American Journal of Mathematics. Band 137, Nr. 6, 2015, S. 1613–1650, doi:10.1353/ajm.2015.0040.
- mit Robert Seiringer: Collective excitations of Bose gases in the mean-field regime. In: Archive for Rational Mechanics and Analysis. Band 215, Nr. 2, 2015, S. 381–417, doi:10.1007/s00205-014-0781-6.
- mit Nicolas Rougerie, Robert Seiringer: Ground states of large bosonic systems: the Gross–Pitaevskii limit revisited. In: Analysis & PDE. Band 9, Nr. 2, 2016, S. 459–485, doi:10.2140/apde.2016.9.459.
- mit Mathieu Lewin, Nicolas Rougerie: The mean-field approximation and the non-linear Schrödinger functional for trapped Bose gases. In: Transactions of the American Mathematical Society. Band 368, Nr. 9, 2016, S. 6131–6157, doi:10.1090/tran/6537.
- mit Marcin Napiórkowski, Jan Philip Solovej: Diagonalization of bosonic quadratic Hamiltonians by Bogoliubov transformations. In: Journal of Functional Analysis. Band  270, Nr. 11, 2016, S. 4340–4368, doi:10.1016/j.jfa.2015.12.007.
- mit Rupert L. Frank, Rowan Killip: Nonexistence of large nuclei in the liquid drop model. In: Letters in Mathematical Physics. Band 106, Nr. 8, 2016, S. 1033–1036, doi:10.1007/s11005-016-0860-8.
- mit Marcin Napiórkowski: Bogoliubov correction to the mean-field dynamics of interacting bosons. In: Advances in Theoretical and Mathematical Physics. Band 21, Nr. 3, 2017, S. 683–738, doi:10.4310/ATMP.2017.v21.n3.a4.